# Hiliuso (Lolofitu Moi)
Hiliuso is een bestuurslaag in het regentschap Nias Barat van de provincie Noord-Sumatra, Indonesië. Hiliuso telt 1468 inwoners (volkstelling 2010).